# テープギャグ
テープギャグとは、ガムテープや粘着テープ等によって行われる猿轡（ギャグ）、および緊縛の一種である。

## 概要
強盗、誘拐といった実際の事件や、映画・ドラマ等々のフィクションの世界でもよく見られ、現在最も有効的な猿轡と言われる。これにより手足や体を縛る場合は、縛り方によっては力の弱い老人・子供・女性だけでなく、成人男性であっても自力で解くことは非常に難しいとされている。
映画やテレビドラマ等で口に一枚貼り付けるものが多くの人々には一般的だが、ビジュアル的な面はともかく、これは舌や唇を動かすことで簡単に剥がすことができるため、会話や呼吸を封じるといった猿轡としての基本的な部分ではほとんど効果は見られない。
最も効果的な方法は、口腔内にハンカチやタオル、ガーゼ、ティッシュ等の詰め物を舌を動かす事が出来ない様目いっぱい押し込み、その上からそれらを吐き出せない様に口から後頭部にかけて何重にも巻きつける方法が、耐久面・会話や呼吸を封じる面では最も望ましい。
また緊縛のために手足や体に使用する場合でも簡単かつ完璧に行動を抑圧する事が可能である。
使用するテープは市販のクラフト用の紙製ガムテープではすぐに破れる・剥がれる等してしまうため、荷作り用・配管用の布製、またはビニール製の粘着テープ・ダクトテープの方が耐久性・粘着性の面からも好ましいと言える。

## 事件
ここ20年程で多くの強盗・誘拐・監禁等の事件で使用され、ニュース等でも多く取り上げられるようになり、一般にも大きく知られるようになった。
これは犯人の視点からすれば、ホームセンター等で容易かつ安価で入手が可能であり、以前までのロープ等に比べれば、テープ一つがあれば、被害者の手足や体を縛って抵抗・反抗等、基本的な行動の全てを抑制し、目に使用すれば目隠しとして視覚を封じ、口に使用すれば会話・呼吸や助けを呼んだり通報することを妨げる等、非常に簡単に被害者の行動を抑止することが可能であるためである。
犯行グループによっては犯行を完璧かつ円滑に行うため、手錠や荷作り用結束バンド等で被害者を拘束し、その上からテープで縛り上げて拘束力を増す場合もある。
目的としては大半が上記の通りだが、稀に強盗を目的とせず、緊縛のみを目的とした殺人も存在する。またそうでない場合でも、被害者の生命を一切省みない厳しい緊縛により、緊縛された被害者が口と共に鼻にもテープを貼られたことによる窒息死や、長時間の緊縛・呼吸困難により衰弱死する等の痛ましい事件も起こっている。

## 趣味として
テープギャグおよびテープ緊縛を趣味としている人々は多く存在している。専用のサイトを作ったり、専属のモデルや友人同士または街でスカウトをした素人の女性等を縛り、それを撮影し動画サイトに投稿したりセル販売を行う等は世界各地で多く見られ、立派な趣味として確立されている。
その中でもSMの中の一種としている場合もあれば、テープギャグ・テープ緊縛専門というものも存在している。窒息フェチのサイト等でも、口と鼻をテープで塞ぎ窒息状態のものを楽しむというものも存在する。
しかし大半のものはうめき声・もがき・息苦しさ等、モデルによる多少の演技が加えられてあるものだが、中にはモデル自身が下記の危険性を理解し、複数の人間を置く等の安全面の確保、窒息や自身の体・衣服の負担やダメージを承知した上で厳しい緊縛を行っているものもある。
反対にそういったものがNGというモデルは、負担の少ない猿轡・縛り方を行い、それらを演技力でカバーしたり、他にも包帯や負担の無い医療用テープを使用し苦しそうに見せているものもある。また負担も少なく、何度でも使用可能なテープギャグ専用のテープも販売されている。ちなみに女性だけでなく、男性でも全く問題は無い。

## 注意点
上記の通り、非常に安価で簡単ではあるが、その分危険が多く付きまとう。
まず一番注意すべきは当然の如く窒息である。一枚から数枚を貼り付けるならばともかく、詰め物をしてぐるぐるに頭部に巻きつける場合は、呼吸困難や口腔内の詰め物、突発的な嘔吐による嘔吐物等が喉に詰まり窒息する危険がある。
そのため趣味として行う場合には、一人では行わず自分の側に別の人間を常に置いておくことが望ましい。その場合に剥がしてもらえる合図を互いに決めておき、短時間で解けるようにはさみやカッター等の道具を用意することも望まれる。
また風邪気味あるいは花粉症等、鼻呼吸が難しい場合のプレイは控えた方が望ましい。他にも縛られた直後に全く身動きが出来ない、何も見えない、会話も出来ない、呼吸もままならないという状況下による恐怖と苦痛からパニックに陥り、窒息に至る危険性があるため、とにかく常に冷静にゆっくりと落ち着いて呼吸をすることを忘れてはならない。
それ以外の注意点としては、衣服の上から張り付ける場合、粘着剤の臭いが衣服に染み付いてしまったり、粘着剤が衣服に取れない程こびりついたり、衣服の繊維を傷つけて二度と着られなくなってしまうこともある。なのでプレイ専用、あるいは着古した物やこのためだけの服装で行うことが望ましい。
素肌に対して付着させる場合も、一番貼り付ける事の多い唇や目蓋・手首・足首等の皮膚の薄い場所を痛め、酷い場合は皮膚が剥がれてしまう危険もある。他にも圧迫された痕が長時間残ったり、肌の弱い人の中には粘着剤によるカブれが発生したり、剥がす際に肌荒れや皮膚を痛める・色素癒着が起こることもある。
頭部にぐるぐるに巻きつける場合は、特に女性は髪の毛の影響で剥がす時に非常に苦労する。使用後に髪質を痛め使用後にトリートメントが必要になったり、剥がす際の激痛で完全に剥がしきれない場合等では、最悪髪を切らなければならない場合もある。